# アフリカ・マダガスカル連合
アフリカ・マダガスカル連合（アフリカ・マダガスカルれんごう、フランス語: Union Africaine et Malgache (UAM)）は、かつて存在した政府間組織。1961年にアフリカのフランス語圏の新興独立諸国の協力組織として、設立された。組織名は、それら諸国の所在しているアフリカ大陸とマダガスカル島に由来している。組織は、様々な変更を経て、1985年に廃止された。

## 沿革
1960年12月に、ブラザヴィルで開催されたフランス語圏諸国の会議を経て、1961年9月12日にアンタナナリボで設立が宣言された。設立時加盟の12ヶ国（ブラザヴィル・グループ）は、旧フランス植民地として、密接な関係を有していた。当時の各国は、国際的に似通った立場にあることから、当初の組織の目的は、政治および経済の双方を目的とし、政治・文化的な協力の推進及び共通防衛組織の設置等を目指していた。それに基づき、アフリカ・マダガスカル経済協力機構（OAMCE）、アフリカ・マダガスカル防衛連合（UAMD）、アフリカ・マダガスカル郵便電気通信連合（UAMPT）等が設置されている。
しかし、フランスへの依存度の問題や各国間の差異、地理的位置、独立後の諸問題等により協力は円滑に進まなかった。
1963年にアフリカ統一機構が設立されると、アフリカ・マダガスカル連合もその性格を変え、経済協力を目的としたアフリカ・マダガスカル経済協力機構（UAMCE, Union Africaine et Malgache de Coopération Économique）へと改変された。カメルーンのヤウンデに本部も移転している これも1966年には活動停止に至っている。
1965年に、UAM創設時加盟の12ヶ国にトーゴを加えた13ヶ国が、モーリタニアのヌアクショットにおいて、UAMCEの後継たるアフリカ・マダガスカル共同機構（OCAM, Organization Commune Africaine et Malgache）を設立している。1965年5月には旧ベルギー植民地のザイール及びルワンダが加盟したが、同年6月にモーリタニアが脱退している。6月27日に加盟14ヶ国は、アンタタナリボでOCAMの新憲章にサインを行った。OCAMの目的には、UAMにおける政治・防衛協力は含まれておらず、経済・社会・技術・文化の協力にあるとしている。本部は中央アフリカ共和国のバンギに置かれた。
その後も、新規加盟国や脱退があり、1982年には組織名もアフリカ・モーリシャス共同機構に変更されたものの、活動停止状態に陥り、1985年には正式に廃止された。

## 加盟国一覧
創設時：
- チャド （1974年脱退）
- カメルーン （1974年脱退）
- コンゴ共和国 （1973年脱退）
- ダホメ共和国 （後の  ベナン）
- ガボン （1977年脱退）
- オートボルタ共和国 （後の  ブルキナファソ）
- モーリタニア （1965年脱退）
- ニジェール
- マダガスカル （当時はマラガシ共和国とも、1974年脱退）
- 中央アフリカ共和国
- セネガル
- コートジボワール

1965年2月加盟：
- トーゴ

1965年5月加盟：
- ザイール（後の  コンゴ民主共和国、1972年脱退）
- ルワンダ

1970年加盟：
- モーリシャス